# فولسخاره
فولسگاره (به هلندی: Folsgare) یک منطقهٔ مسکونی در هلند است که در سودوست-فریسلان واقع شده‌است. فولسگاره ۳۲۵ نفر جمعیت دارد.